# Iowa Township (comté de Marshall, Iowa)
Iowa Township est un township du comté de Marshall en Iowa, aux États-Unis,.
Il est fondé en 1856.

## Source de la traduction
- (en) Cet article est partiellement ou en totalité issu de l’article de Wikipédia en anglais intitulé « Iowa Township, Marshall County, Iowa » (voir la liste des auteurs).